# 克里斯蒂安 (萊格尼察-布熱格)
克里斯蒂安（波蘭語：Chrystian legnicki，1618年4月19日—1672年2月28日），萊格尼察公爵、布熱格公爵，揚·克里斯蒂安之子。

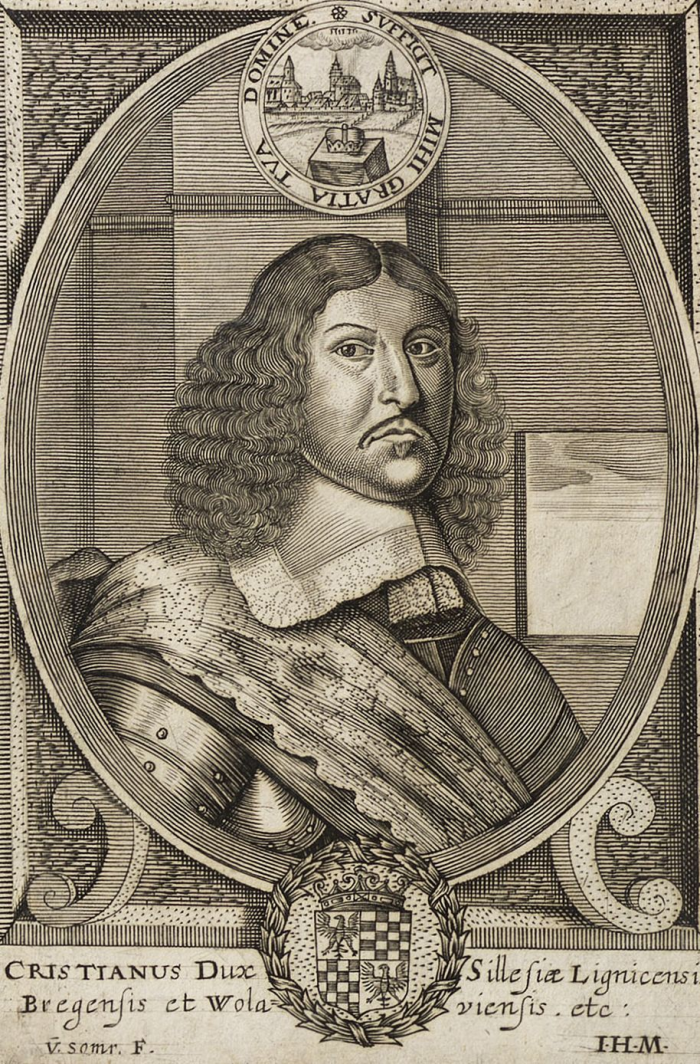
克里斯蒂安

## 家庭
1648年，克里斯蒂安與安哈特-德紹親王約翰·卡西米爾的女兒路易絲結婚，兩人共有1子2女：
1. 夏洛特（英语：Karolina of Legnica-Brieg）（1652年—1707年）
2. 路易絲（1657年—1660年），夭折
3. 傑日·威廉（1660年—1675年）